# 中国湿地
中国湿地指中华人民共和国境内的湿地。中国拥有湿地面积6600多万公顷，约占世界湿地面积的10%，居亚洲第一位，世界第四位。到2005年2月2日，青海湖的鸟岛、湖南省洞庭湖、香港米埔、黑龙江省兴凯湖等30处湿地已被列入国际重要湿地名录。
中国是世界上湿地类型齐全、数量丰富的国家之一。但改革开放开始以后，由于不合理利用和破坏，湿地的面积急剧缩减。到1990年代中期，已有50%的滨海滩涂不复存在，近1000个天然湖泊消亡，黑龙江三江平原78%的天然沼泽湿地丧失，七大水系63.1%的河段水质因污染失去了饮用水的功能。
1992年中国加入湿地公约后，积极开展湿地保护工作。国家林业局专门成立了“湿地公约履约办公室”，负责推动湿地保护的规划和执行工作。

## 统计
截至2002年6月，中国已建立湿地自然保护区353处，其中国家级湿地自然保护区46处，面积402万公顷，省级121处；总计保护面积1600万公顷；大约有40％的天然湿地得到保护。黑龙江扎龙国家级自然保护区等30块湿地被列入国际重要湿地名录，内蒙古达赉湖等4块湿地列入了国际“人与生物圈”网络。
中国湿地面积约6594万公顷（不包括江河、池塘等），占世界湿地的10%，位居亚洲第１位，世界第四位。其中天然湿地约为2594万公顷，包括沼泽约1197万公顷，天然湖泊约910万公顷，潮间带滩涂约217万公顷，浅海水域270万公顷；人工湿地约4000万公顷，包括水库水面约200万公顷，稻田约3800万公顷。 
100公顷以上的大型湿地面积为38万公顷，其中天然湿地36万公顷。

## 分布
中国湿地按地域划分为东北湿地、黄河中下游湿地、珠江中下游湿地、长江中下游湿地、杭州湾北滨海湿地、杭州湾以南沿海湿地、云贵高原湿地、蒙新干旱／半干旱湿地和青藏高原高寒湿地。

## 特点

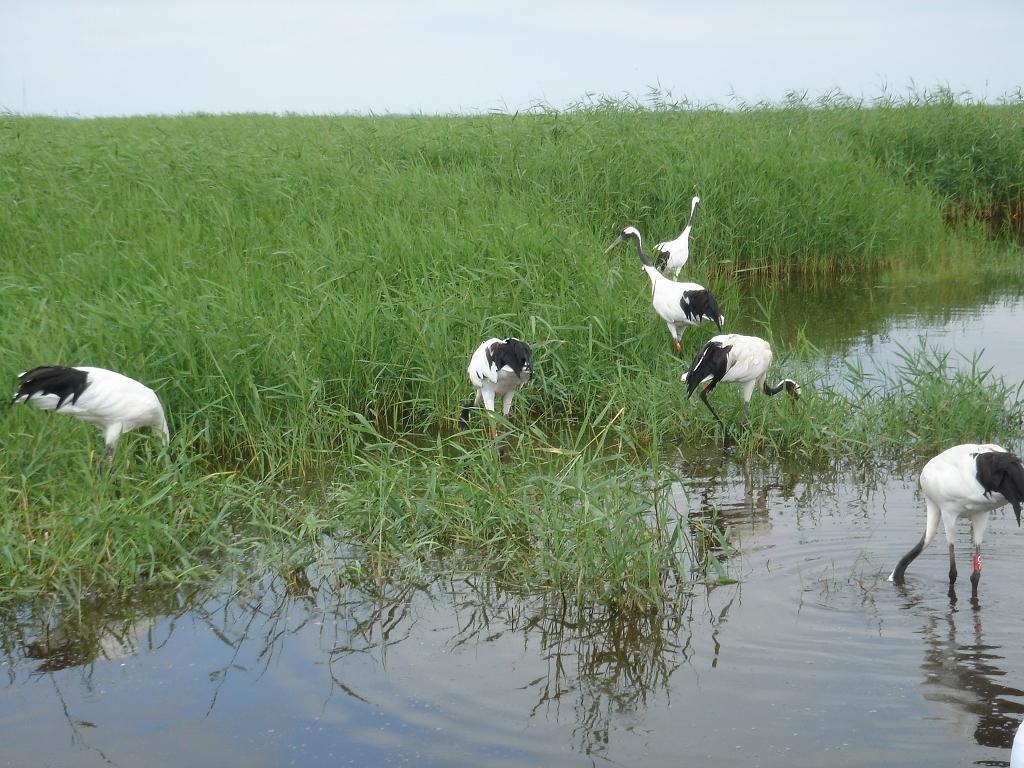
中国黑龙江扎龙湿地。

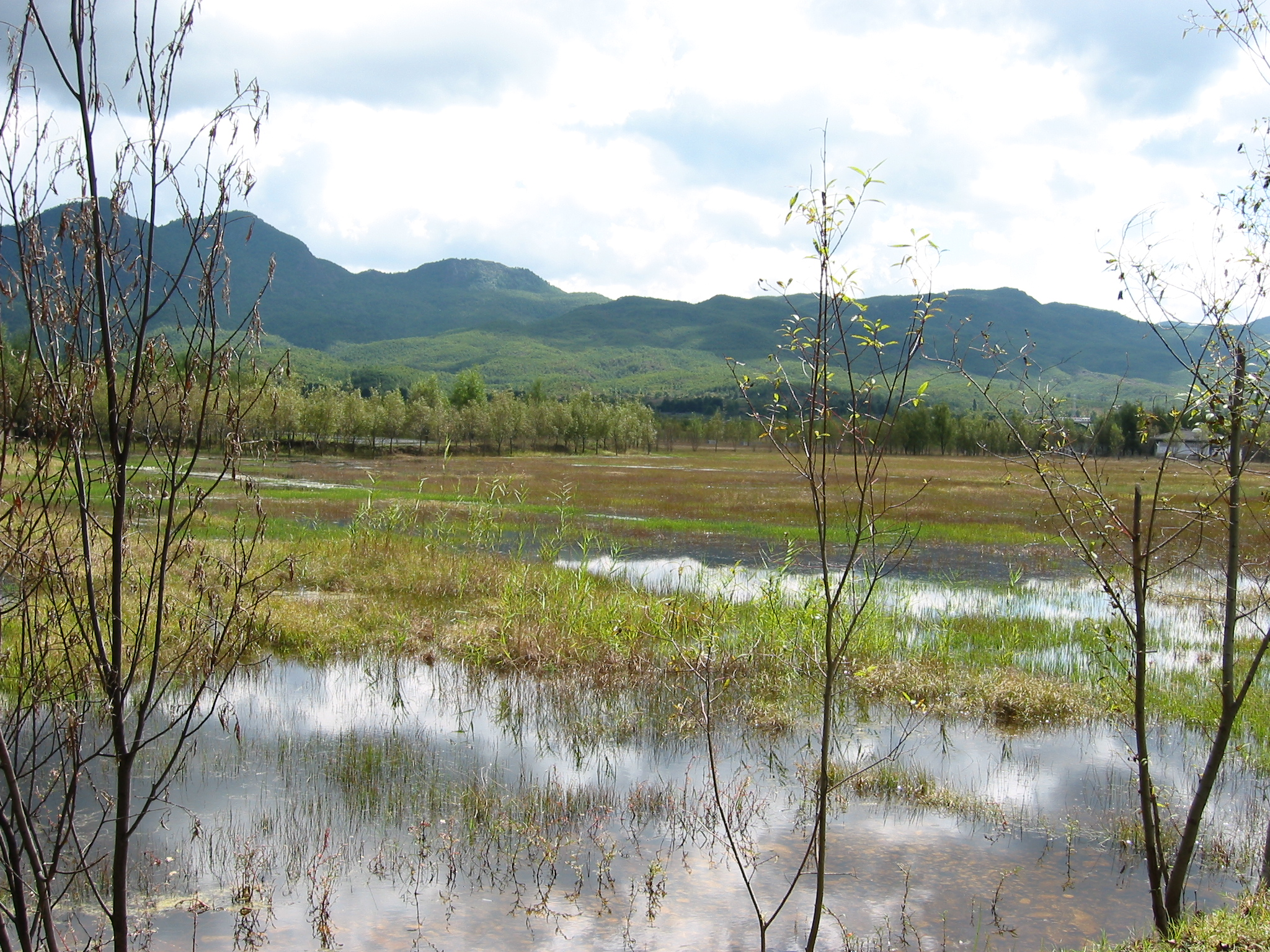
中国云南拉市海湿地。

中国湿地特点是类型多、绝对数量大、分布广、区域差异显著、生物多样性丰富。
按照湿地公约对湿地类型的划分，31类天然湿地和9类人工湿地在中国均有分布。中国湿地的主要类型包括沼泽湿地、湖泊湿地、河流湿地、河口湿地、海岸滩涂、浅海水域、水库、池塘、稻田等自然湿地和人工湿地。
在中国境内，从寒温带到热带、从沿海到内陆、从平原到高原山区都有湿地分布，而且还表现为一个地区内有多种湿地类型和一种湿地类型分布于多个地区的特点，构成了丰富多样的组合类型。
中国东部地区河流湿地多，东北部地区沼泽湿地多，而西部干旱地区湿地明显偏少；长江中下游地区和青藏高原湖泊湿地多，青藏高原和西北部干旱地区又多为咸水湖和盐气模湖；海南岛到福建北部的沿海地区分布着独特的红树林和亚热带和热带地区人工湿地。青藏高原具有世界海拔最高的大面积高原沼泽和湖群，形成了独特的生态环境。
中国的湿地生境类型众多，其间生长着多种多样的生物物种，不仅物种数量多，而且有很多是中国所特有物种。据初步统计，中国湿地植被约有101科，其中维管束植物约有94科，中国湿地的高等植物中属濒危种类的有100多种。中国海岸带湿地生物种类约有8200种，其中植物5000种，动物3200种。中国的内陆湿地高等植物约1548种、高等动物1500多种。中国有淡水鱼类770多种或亚种，其中包括许多洄游鱼类，它们借助湿地系统提供的特殊环境产卵繁殖。中国湿地的鸟类种类繁多，在亚洲57种濒危鸟类中，中国湿地内就有31种，占54%；全世界雁鸭类有166种，中国湿地就有50种，占30%；全世界鹤类有15种，中国仅记录到的就有9种；此外，还有许多是属于跨国迁徙的鸟类。在中国湿地中，有的是世界某些鸟类惟一的越冬地或迁徙的必经之地，如：在鄱阳湖越冬的白鹤（Grus leucogeranus）占世界总数的95%以上。

## 湿地的破坏
湿地的重要性很晚才被社会所认识。1989年版的《辞海》中沼泽的条目中曾有如下记载“……水分长期饱和，通气不良。为防止沼泽化的发展，必须进行排水”；《地理学词典》这样定义河流：“流动在条状地槽中的水体”，完全忽略了河流两岸密不可分的湿地存在。这都从侧面反映了当时学术机构及社会对湿地保护意识的浅薄。
城市区域的扩展，将很多城市湿地变成了居住区。地名中留下一串与水相关的名称，例如北京的“北洼路”、“苇子坑”、“海淀区”等等。1960－80年代，广州市海滨大量存在的红树林，到1990年代即使包括人工红树林也只剩下3800公顷，减幅达82%。2003年“追寻通江湖泊”活动的调查表明，长江中下游地区湿地面积呈急剧萎缩趋势，原有的100多个通江湖泊只剩下洞庭湖、鄱阳湖、石臼湖3个，导致江湖生态系统遭到重创，防洪蓄洪能力明显降低。
湿地破坏的主要表现有：
- 持续大量开垦和不合理开发湿地，使自然湿地面积急剧减少。
- 湿地水资源的不合理利用与水环境恶化，盲目排干湿地、过度取水调水、排污等，导致湿地功能退化甚至丧失。
- 掠夺性开发利用湿地野生生物资源，引起湿地生物多样性衰退加速。
- 湿地上游地区的水土流失严重，淤积造成湿地防洪蓄水功能丧失。

## 保护工作
中国政府及民间组织积极开展湿地保护工作，在1990年代之后保护工作明显加强。但是为了追求短期经济效益，垦田、水电站、旅游开发等活动频繁，对湿地造成了严重破坏和毁灭。湿地保护的工作在很长时间内非常艰巨。

### 大事记
- 1992年，中国加入湿地公约。
- 1990年代中期，开始了为期6年的全国湿地资源调查。
- 2000年11月，中国发布《中国湿地保护行动计划》。
- 2001年，中国启动六大林业重点工程，将湿地保护作为主要内容之一。
- 2002年，中国组织“中国可持续发展林业战略研究”，将湿地保护作为一个重大战略问题进行系统研究。
- 2002年8月，国家林业局《湿地公约》履约办公室、国际湿地公约局和世界自然基金会（WWF）在乌鲁木齐举行高原湿地国际研讨会，与自尼泊尔、不丹、吉尔吉斯斯坦的代表共同研讨了喜马拉雅地区的高原湿地保护问题，并于2002年11月在湿地公约第八次缔约方大会上通过了相关决议。
- 从2003年8月起，中国采用3S（遥感、地理信息系统、全球定位系统）技术对湿地进行首次全国湿地资源调查，当年完成，并确定此后每5年重新调查一次。
- 2004年2月经国务院批准，中国国家林业局公布了《全国湿地保护工程规划》。

### 中国湿地保护行动计划
中国加入国际《湿地公约》后，由国家林业局牵头，外交部、国家计委、财政部、农业部、水利部等17个部委共同参与制定《中国湿地保护行动计划》，并于2000年11月8日正式发布。《中国湿地保护行动计划》是根据实际情况而制定的湿地保护和利用的具体纲要。

### 全国湿地保护工程规划
2003年中华人民共和国国务院批准了由10个部门共同编制的《全国湿地保护工程规划》，2004年2月由中国国家林业局正式公布。
按照规划，从2004到2010要划建湿地自然保护区90个，投资建设湿地保护区225个，其中重点建设国家级保护区45个，建设国际重要湿地30个，湿地恢复71.5万公顷，恢复野生动物栖息地38.3万公顷；建立湿地可持续利用示范区23处等。
按照规划，到2030年，中国将完成湿地生态治理恢复140万公顷，建成53个国家湿地保护与合理利用示范区，全国湿地保护区达到713个，国际重要湿地达到80个，90%以上天然湿地得到有效保护，湿地生态系统的功能和效益得到充分发挥，实现湿地资源的可持续利用。

## 国际重要湿地
1992年中国加入湿地公约时，下列7块湿地被列入国际重要湿地名录：（总面积1.07万平方公里）
- 黑龙江扎龙自然保护区
- 吉林向海自然保护区
- 海南东寨港自然保护区
- 青海鸟岛自然保护区
- 江西鄱阳湖自然保护区
- 湖南东洞庭湖自然保护区

至於香港方面，英國於1976年加入濕地公約，有關條款於1979年延伸至香港，同年香港政府將米埔列為「具特殊科學價值地點」予以保護。1995年香港的米埔自然保護區被列入國際重要濕地名錄：（總面積1,500公頃）
- 香港米埔自然保护区

2002年2月2日，第二批14块湿地被列入国际重要湿地名录：（总面积1.96万平方公里）
- 黑龙江洪河自然保护区
- 黑龙江三江自然保护区
- 黑龙江兴凯湖自然保护区
- 内蒙古达赉湖自然保护区
- 内蒙古鄂尔多斯自然保护区
- 辽宁大连斑海豹保护区
- 江苏大丰麋鹿自然保护区
- 江苏盐城沿海滩涂湿地
- 上海崇明东滩自然保护区
- 湖南南洞庭湖自然保护区
- 湖南西洞庭湖自然保护区
- 广东湛江红树林保护区
- 广东惠东港口海龟保护区
- 广西山口红树林生态国家级自然保护区

这是经世界自然基金会（WWF）评估和确定的全球第71份“献给地球的礼物”。
2005年2月2日，第三批的9块湿地进入了国际重要湿地名录。这批湿地中，除双台河口之外均为高原湿地，总面积4000平方公里：
- 辽宁双台河口湿地
- 云南大山包湿地
- 云南碧塔海湿地
- 云南纳帕海湿地
- 云南拉什海湿地
- 青海鄂凌湖湿地
- 青海扎凌湖湿地
- 西藏麦地卡湿地
- 西藏玛旁雍错湿地

## 国家重要湿地名录
以下湿地被列入中国国家重要湿地名录：
- Ⅰ东北地区湿地

1.浓江－沃里兰河湿地 2.七星河和挠力河流域湿地 3.七虎林河和阿布沁河中下游湿地 4.镜泊湖湿地 5.长吉岗湿地 6.穆棱河下游月牙湖和虎口湿地 7.汤旺河流域湿地 8.兴凯湖和小兴凯湖湿地 9.嫩江源头区湿地 10.乌裕尔河流域湿地 11.呼玛河湿地 12.龙江哈拉海湿地 13.五大连池湿地 14.长白山熔岩台地沼泽区 15.松花湖湿地 16.龙沼沼泽湿地 17.月亮泡湿地 18.查干湖湿地 19.向海湿地 20.莫莫格湿地 21.大布苏自然保护区的湿地
- Ⅱ华北地区湿地

22.鸭绿江湿地 23.辽河三角洲湿地 24.密云水库湿地 25.昌黎黄金海岸湿地 26.天津古海岸湿地 27.天津北大港湿地 28.滦河河口沼泽区 29.白洋淀湿地 30.北戴河沿海湿地 31.沧州南大港湿地 32.张家口坝上湿地 33.衡水湖湿地 34.青铜峡水库湿地 35.三门峡库区湿地 36.豫北黄河故道沼泽区 37.南四湖区湿地 38.北五湖湿地 39.荣成湿地 40.黄河三角洲和莱洲湾湿地 41.庙岛群岛湿地 42.黄垒河和乳山河河口湿地 43.大沽夹河河口和胶州湾湿地
- Ⅲ华中地区湿地

44.宿鸭湖湿地 45.盐城滨海湿地 46.洪泽湖湿地 47.高邮湖湿地 48.崇明岛湿地 49.金山三岛湿地 50.长兴岛和横沙岛 51.太湖地区湿地 52.石臼湖湿地 53.扬子鳄自然保护区的湿地 54.巢湖湿地 55.升金湖湿地 56.太平湖湿地 57.网湖湿地 58.洪湖湿地 59.梁子湖群湿地 60.石首天鹅洲长江故道区湿地 61.洞庭湖湿地 62.鄱阳湖湿地 63.千岛湖湿地 64.庵东沼泽区 65.灵昆岛东滩湿地 66.南麂列岛自然保护区湿地 67.三都湾湿地 68.福清湾湿地 69.大瑶山自然保护区中的湿地70.浙江西溪湿地
- Ⅳ西南地区湿地

70.洋县朱鹮栖息地 71.丹江口水库湿地 72.红枫湖湿地 73.威宁草海湿地 74.滇池湿地 75.抚仙湖湿地 76.异龙湖湿地 77.洱海湿地 78.程海湿地 79.泸沽湖湿地 80.碧塔海湿地 81.纳帕海湿地 82.丽江拉市海湿地 83.昭通大山包湿地 84.会泽黑颈鹤栖息地
- Ⅴ华南地区湿地

85.晋江河口和泉州湾湿地 86.九龙江河口湿地 87.东山湾湿地 88.深沪湾湿地 89.深圳后海湾湿地 90.珠江三角洲湿地 91.东寨港红树林湿地 92.清澜港和文昌湿地 93.洋浦港湿地 94.三亚珊瑚礁自然保护区湿地 95.大洲岛自然保护区湿地 96.西沙群岛湿地 97.钦州湾湿地 98.澄碧河水库湿地 99.山口红树林区 100.北伦河口湿湿地 101.淡水河河口  102.兰阳溪河口 103.大肚溪河口 104.台南北门湿地 105.-台东大坡池湿地
106.日月潭湿地 107.米埔沼泽地及深圳湾
- Ⅵ内蒙古地区湿地

108.乌梁素海湿地 109.岱海湿地 110.察干湖和安固里湖湿地 111.查干诸尔和巴哈湖湿地 112.达里诺尔湿地 113.乌拉盖沼泽区 114.科尔沁湿地 115. 呼伦湖湿地 116. 红碱淖湿地
- Ⅶ西北地区湿地

117.居延海湿地 118.阿牙克库木湖湿地 119.塔里木河下游尉犁湿地 120.博斯腾湖湿地 121.巴里湖湿地 122.巴音布鲁克湿地 123.赛里木湖湿地 124.艾比湖湿地 125.克拉玛依湖湿地 126.玛纳斯湖湿地 127.喀纳斯湖湿地 128.乌伦古湖和吉力湖湿地 129.阿尔泰山东南部湿地 130.布伦口湖群湿地 131.叶尔羌河流域中的湿地 132.阿克苏湿地 133.渭干河流域湿地 134.伊犁河湿地 135.乌鲁木齐河湿地
- Ⅷ青藏地区湿地

136.鲸鱼湖湿地 137.阿其克库勒湖湿地 138.若尔盖高原沼泽区 139.尕海自然保护区 140.九寨沟沼泽湿地 141.青海湖湿地 142.茶卡盐湖湿地 143.冬给措纳湖湿地 144.鄂陵湖湿地 145.扎陵湖湿地 146.隆宝滩自然保护区湿地 147.依然错湿地 148.多尔改错湿地 149.卓乃湖湿地 150.库赛湖湿地 51.哈拉湖湿地 152.托素湖和克鲁克湖湿地 153.柴达木盆地中的湿地 154.苏干湖和小苏干湖湿地 155.尕斯库勒湖湿地 156.玛多湖湿地 157.黄河源区岗纳格玛错湿地 158.羌塘地区的湖泊湿地 159.美马错湿地 160.美卓雍错湿地 161.大加错湿地 162.马河沼泽区 163.玛芳雍错和拉昂错湿地 164.班公湖湿地 165.大竹卡河沼泽区 166.聂荣、安多沼泽 167.那曲沼泽 168.班戈湖群沼泽 169.色林错沼泽 170.马泉河流域沼泽 171.乌马曲沼泽 172.羊八井沼泽 173.纳木错沼泽

## 各地湿地简介
- 四川湿地：

四川省内面积大于100公顷的湿地有516个，总面积9617平方公里。截至2004年底，全省共建湿地自然保护区33个，面积289公顷。
- 黑龙江湿地：

黑龙江共拥有天然湿地434万公顷。
- 北京湿地：

至2005年2月2日，北京的湿地保护区达到10个。

## 中国湿地与其他国际组织的关系
- 列入国际《人与生物圈》（MAB）网络
  - 江苏盐城湿地保护区
  - 浙江南麂列岛自然保护区
  - 广西山口红树林自然保护区

- 加入“东亚-澳大利亚涉禽保护网络” 
  - 山东黄河三角洲
  - 辽宁双台河口
  - 辽宁鸭绿江口
  - 江苏盐城
  - 上海市崇明东滩鸟类自然保护区
  - 香港米埔自然保护区

- 加入“东北亚地区鹤类保护区网络” 
  - 兴凯湖
  - 黄河三角洲
  - 鄱阳湖
  - 盐城国家级自然保护区

- 加入“雁鸭类迁飞网络” 
  - 黑龙江三江自然保护区

## 科学研究机构
- 中国科学院湿地研究中心
- 国家林业局自然保护区研究中心
- 湿地生态与植被恢复重点实验室（国家环保总局）
- 教育部高校湿地资源与环境研究中心
- 南京地理与湖泊研究所
- 同济大学湿地与生态研究所（同济大学湿地研究中心）
- 厦门大学湿地与生态工程研究中心
- 南昌大学鄱阳湖研究中心
- 东北地理与农业生态研究所
- 世界自然(香港)基金会（香港）（页面存档备份，存于）

## 中国相关组织、行动
- 国家林业局（官方管理机构）
- 中国湿地保护行动计划（China National Wetland Conservation Action Plan）
- 中国湿地使者行动

## 備註
1. ↑  與越南有主權爭端，詳見南沙群岛主权争议
2. ↑  中華人民共和國未實際控制，詳見台灣問題
3. ↑  中華人民共和國未實際控制，詳見台灣問題
4. ↑  中華人民共和國未實際控制，詳見台灣問題
5. ↑  中華人民共和國未實際控制，詳見台灣問題
6. ↑  中華人民共和國未實際控制，詳見台灣問題
7. ↑  中華人民共和國未實際控制，詳見台灣問題